# Sarritor leptorhynchus
Sarritor leptorhynchus és una espècie de peix pertanyent a la família dels agònids.

## Descripció
- Fa 25 cm de llargària màxima.
- Nombre de vèrtebres: 43-45.[5][6]

## Hàbitat
És un peix marí i batidemersal que viu entre 20 i 460 m de fondària.

## Distribució geogràfica
Es troba des del mar de Bering fins al sud-est d'Alaska. També és present al nord del Japó, el mar del Japó i el mar d'Okhotsk.

## Observacions
És inofensiu per als humans.